# Síndrome de la cara buida
La síndrome de la cara buida consisteix a la por o ansietat que produeix en algunes persones la retirada de la mascareta quirúrgica usada per motius mèdics, rebutjant a treure-se-la per salut o estètica. El terme fou popularitzat l'any 2020 pel psicòleg José Antonio Galiani el qual destacava com la mascareta quirúrgica havia servit durant la pandèmia de COVID-19 per a ocultar trets facials rellevants sobretot els que permeten identificar emocions, i, per tant, havien permès un distanciament respecte a l'estat emocional d'altres persones.

## Especificacions
Aquesta síndrome no és una malaltia mental ni un trastorn, a més de no estar tipificada als manuals de diagnòstic. Sorgeix amb la desaparició d'obligatorietat de portar mascaretes durant la pandèmia de Covid19. Moltes persones se sentiran menys protegides davant de la malaltia i desenvoluparan un profund malestar en veure que altres ciutadans no la porten.

## Característiques
Hi ha tres característiques que són les més freqüents per reconèixer la síndrome de la cara buida:
1. Por a contagiar o ser contagiat.
2. La sensació d'inseguretat a no portar la màscara i mostrar de nou els trets facials.
3. Sentir-se incòmode si s'interactua amb algú que no la porta.

El tractament de cura variarà segons les causes, si s'ha d'afrontar un perfil de por extrema al contagi o si s'ha de treballar una por a l'exposició pública, una baixa autoestima o un mal concepte de si mateixa.